# Лорина (Тексас)
Лорина (енгл. Lorena) град је у америчкој савезној држави Тексас. По попису становништва из 2010. у њему је живело 1.691 становника.

## Демографија
Према попису становништва из 2010. у граду је живело 1.691 становника, што је 258 (18,0%) становника више него 2000. године.
| Група             | 2000.         | 2010.         |
| Белци             | 1.312 (91,6%) | 1.483 (87,7%) |
| Афроамериканци    | 14 (1,0%)     | 16 (0,9%)     |
| Азијати           | 13 (0,9%)     | 16 (0,9%)     |
| Хиспаноамериканци | 84 (5,9%)     | 167 (9,9%)    |
| Укупно            | 1.433         | 1.691         |